# Gloydius ussuriensis
La vipera dell'Ussuri (Gloydius ussuriensis (Emelianov, 1929)) è un serpente velenoso appartenente alla famiglia dei Viperidi.

## Descrizione

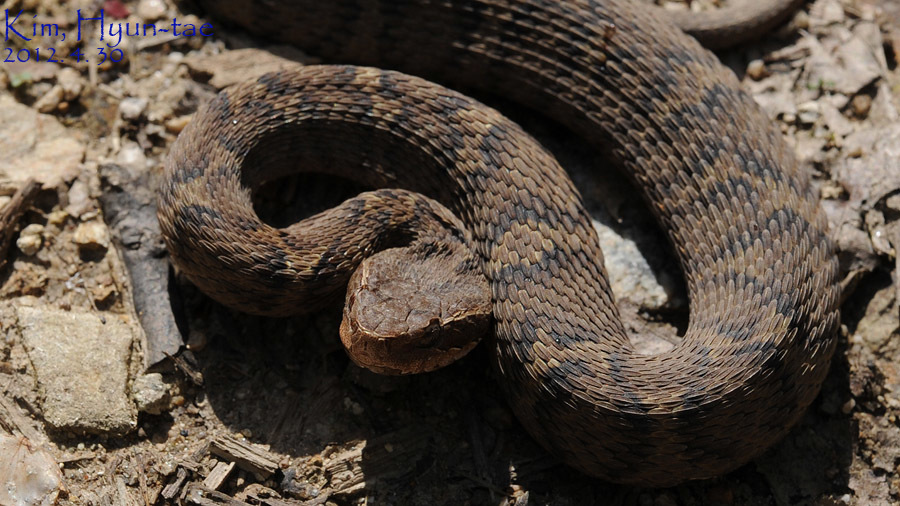
Vipera dell'Ussuri.

La vipera dell'Ussuri è la più piccola delle specie di vipera dalle fossette presenti nel territorio dell'ex Unione Sovietica: la lunghezza del corpo degli esemplari adulti di solito non supera i 650 mm (raramente supera i 680 mm), quella della coda è di 80 mm. La testa è grande, la forma del muso è leggermente arrotondata. Attorno alla metà del corpo sono presenti 21 file di squame (invece delle 23-25 della vipera siberiana e della vipera dell'Amur, anch'esse presenti nel suo areale). Vi sono 145-166 scudi ventrali e 37-51 paia di scudi subcaudali. Presenta una colorazione dai toni scuri: la parte superiore del corpo è marrone più o meno scuro, a volte quasi nero. Ai lati del corpo, a partire dalla testa, è presente una fila di macchie scure ellittiche o arrotondate con il centro chiaro e i bordi più scuri. Al centro del dorso spesso gli anelli dei lati opposti si uniscono. Lungo il confine con gli scudi ventrali è presente una fila di macchie romboidali marroni o nere. Il ventre è grigio, con piccole macchie bianche nella parte anteriore. Il lato superiore della testa presenta un motivo e una caratteristica striscia postorbitale scuri.
Il morso della vipera dell'Ussuri è molto doloroso per l'uomo, ma dopo 5-7 giorni il recupero è completo. Le vittime sono rarissime.

## Distribuzione e habitat
La specie è presente in Russia, Corea del Nord, Manciuria (Cina) e Mongolia. In Russia, il suo areale comprende il territorio del Litorale, la parte meridionale del territorio di Chabarovsk (dove a nord raggiunge la foce dell'Amur) e l'oblast' dell'Amur.

## Biologia
La vipera dell'Ussuri predilige le zone umide delle foreste di conifere e di latifoglie dell'Estremo Oriente. Non è raro incontrarla lungo la costa del mare, si trova spesso lungo le sponde dei bacini artificiali e non evita le risaie e i villaggi, dove viene sterminata di frequente dai residenti locali o trova la morte sotto le ruote delle auto. La sua biologia non si discosta molto da quella della vipera dell'Amur, con la quale spesso vive fianco a fianco sui ghiaioni rocciosi e sulle spiagge marine sabbiose-rocciose. Tuttavia, rispetto a quest'ultima, si incontra meno di frequente nelle aree soggette a disboscamento. Sui monti Sichotė-Alin' vive lungo i margini delle foreste, nelle radure, tra i cespugli e sui pendii rocciosi delle montagne, fino a 1300 m sul livello del mare. Nelle zone in cui è presente, la vipera dell'Ussuri è uno dei serpenti più comuni e forma aggregazioni di 17 individui nei siti di ibernazione (spesso in compagnia della vipera dell'Amur). A differenza di questa, inoltre, è ancora piuttosto numerosa in certe aree.
Le vipere emergono dai rifugi in cui svernano tra la fine di marzo e la fine di maggio e rimangono vicine tra loro per 7-20 giorni, dopodiché si disperdono, per poi tornare ai rifugi di svernamento in autunno. Il periodo di attività termina tra ottobre e inizio novembre. In inverno, il tasso di mortalità degli esemplari adulti è costantemente del 4-6%; la mortalità più elevata si riscontra tra i giovani del primo e secondo svernamento. La sopravvivenza dei giovani dipende dalla temperatura del terreno alla profondità di 40-80 cm, dove vanno in ibernazione. Nei siti di svernamento comuni, le vipere dell'Amur occupano una posizione dominante.
L'accoppiamento avviene in aprile-maggio e in settembre-inizio ottobre; le femmine danno alla luce 4-11 piccoli della lunghezza di 150-180 mm e del peso corporeo di 4-6 g. La maggior parte delle femmine si riproduce ogni anno. Secondo prove indirette, nel nord del territorio del Litorale e, forse, nel territorio di Chabarovsk, questa specie (come la vipera dell'Amur) sembra riprodursi ogni due anni. Le vipere raggiungono la maturità sessuale ad una lunghezza corporea di 400 mm, possibilmente dopo il terzo svernamento. I serpenti appena nati hanno il tempo di fare la muta 5-6 volte prima di andare in ibernazione: la prima muta avviene dopo 6-7 ore, la seconda dopo 2-3 giorni.
La dieta della vipera dell'Ussuri, a differenza di quella di altre specie, comprende principalmente rane e raramente piccoli mammiferi, ma la sua composizione varia a seconda delle dimensioni del serpente, dell'ubicazione di una particolare popolazione e dell'abbondanza di prede. Possono essere mangiati anche pesci e insetti. Questo serpente può nuotare e immergersi bene ed è in grado di attraversare a nuoto il tratto di mare in prossimità della stazione di Chasan.
La vipera dell'Ussuri ha molti nemici: rapaci (astori facciagrigia, aquile di mare codabianca, nibbi bruni), cornacchie beccogrosso e ghiandaie, mammiferi carnivori (tassi, cani procione, donnole siberiane e martore dalla gola gialla). La carne essiccata viene consumata da giapponesi e coreani e viene utilizzata anche per preparare medicinali. Negli ultimi anni questa specie, insieme alla rana di Dybowski, alla tartaruga guscio molle del nord della Cina e ad altre specie dell'Estremo Oriente, è diventata oggetto di esportazioni illegali.

## Tassonomia
Fino a tempi recenti era considerata una sottospecie della vipera orientale (Gloydius blomhoffii Boie, 1826), diffusa nell'Asia orientale sul continente e nelle isole giapponesi, ma oggi viene considerata dalla maggior parte degli autori una specie monotipica indipendente.